# Quercus mexiae
Quercus mexiae — вид дубів, ендемік Західної Мексики.

## Морфологічна характеристика
Дерево до 10–15 метрів у висоту, стовбур закручений. Кора пробкова, сіро-коричнева, тріщинувата на квадратні пластини. Листки 8–15(20) × 4–6(10) см, довгасті чи довгасто-еліптичні, іноді обернено-яйцеподібні, рідко яйцеподібні; верхівка від закругленої до тупої; основа різна: кругла, серцеподібна, усічена, іноді коса або клиноподібна; край цілий часто хвилястий, іноді закручений; верх блискучий, майже голий, з розсіяними 5–7-променевими багатопроменевими трихомами; низ із 2–6-променевими трихомами, стає голим, крім пазух; ніжка листка 10–35 мм завдовжки, запушена. Квітки з березня по травень; чоловічі сережки 5–10 см завдовжки, з 30–50 квітками; маточкові сережки в пазухах, поодинокі чи 2–4-скупчені. Жолудь 10–15 мм завдовжки, конічний, світло-коричневий, зрізаний біля основи, на 1/3 охоплений чашечкою; дозрівання протягом 2 років з червня по серпень.

## Поширення
Ендемік Західної Мексики (Халіско, Наяріт). Населяє вологі ліси на висотах 600–2500 метрів